# Phyllachora serjaniae
Phyllachora serjaniae är en svampart som först beskrevs av Rehm, och fick sitt nu gällande namn av Franz Petrak 1934. Phyllachora serjaniae ingår i släktet Phyllachora och familjen Phyllachoraceae.   Inga underarter finns listade i Catalogue of Life.